# Nematabramis verecundus
Nematabramis verecundus är en fiskart som beskrevs av Herre 1924. Nematabramis verecundus ingår i släktet Nematabramis och familjen karpfiskar. Inga underarter finns listade i Catalogue of Life.